# Ihsan Poyraz
Ihsan Poyraz (* 5. März 1988) ist ein ehemaliger österreichisch-türkischer Fußballtorhüter.

## Karriere

### Verein
Poyraz begann seine Karriere in der Jugendmannschaft vom SV Wienerberg. 2000 kam er leihweise zum SC Team Wiener Linien, von wo er in die Jugendabteilung vom FK Austria Wien wechselte. Insgesamt fünf Jahre blieb er den Violetten treu, ehe er nach Linz zum LASK wechselte. Dort wurde er auf Anhieb Torhüter der Amateure und Ersatztorhüter der ersten Mannschaft. Sein erstes Spiel für die Amateure der Stahlstädter gab er am 12. August 2007 gegen DSG Union Perg. Das Spiel wurde mit 2:0 gewonnen. Insgesamt spielte er 35 Mal für die Amateurmannschaft des LASKs in der Radio OÖ Liga (vierthöchste Spielklasse). Bei den Profis kam er in dieser Zeit zu keinem Einsatz.
Anfang der Saison 2009/10 wechselte Poyraz zum SC Magna Wiener Neustadt, Aufsteiger aus der zweithöchsten österreichischen Spielklasse in die Bundesliga. Gleich nach der Verpflichtung des Stronachklubs wurde er zum SV Wienerberger, dem Satellitenklub Wiener Neustadts, verliehen. 19 Spiele absolvierte der Torhüter in der Regionalliga Ost, wobei er gegen den SV Würmla eine gelbe Karte sah. Nach einer relativ erfolgreichen Saison bei Wienerberger spielte er am 13. Mai 2010 zum ersten Mal in der österreichischen Bundesliga. Im Spiel der letzten Runde gegen den Fixabsteiger SK Austria Kärnten spielte Poyraz durch. Das Spiel in Klagenfurt endete 2:2.
Im Sommer 2012 wechselte er in die Türkei zu Manisaspor.
Am 3. Oktober 2014 gab Poyraz sein Karriereende bekannt. Grund dafür war ein bei einem Test festgestellter Herzfehler. Der Mannschaftsarzt von Manisaspor riet Poyraz daraufhin, seine Karriere zu beenden, da eine professionelle Karriere unter diesen Umständen nicht möglich sei. Manisaspor erklärte, dass die Tür für Poyraz jederzeit offen stehe, falls er sich irgendwann wieder dazu entschließen sollte, seine Profikarriere fortzusetzen.

### Nationalmannschaft
International spielte er bisher sechs Spiele für die U-19-Auswahl der österreichischen Nationalmannschaft. Weiters kam er in zehn weiteren Jugendauswahlspielen zum Einsatz.
Poyraz ist Absolvent der Frank-Stronach-Fußballakademie, Jahrgang 2006/07.